# Косточка, Ефросиния Ивановна
Ефросиния Ивановна Косточка (25 февраля 1901, село Зелёный Гай — 12 января 1974, посёлок Малотарановка, Донецкая область, Украинская ССР) — звеньевая молочного совхоза № 9 имени Артёма Министерства совхозов СССР, Сталинская область, Украинская ССР. Герой Социалистического Труда (1949).

## Биография
Родилась в 1901 году в крестьянской семье в селе Зелёный Гай (сегодня — Харьковская область).
Окончила церковно-приходскую школу в селе Семёновка, затем трудилась в сельском хозяйстве. С 1920-х годов — в местной сельскохозяйственной артели. В 1929 году вместе с мужем переехала в село Степановка Константиновского района Артёмовского округа, где трудилась в овощеводческой бригаде артели № (позднее — молочный совхоз № 9) имени Артёма. Перед войной была назначена звеньевой. Пережила оккупацию. После освобождения осенью 1943 года Константиновского района продолжила трудиться звеньевой в молочном совхозе № 9 имени Артёма.
В послевоенные годы звено под её руководством ежегодно показывало высокие трудовые результаты. В 1948 году звено получило в среднем с каждого гектара по 32,9 центнеров пшеницы с участка площадью 44 гектара. Указом Президиума Верховного Совета СССР от 20 августа 1949 года удостоена звания Героя Социалистического Труда за «получение высоких урожаев пшеницы и люцерны при выполнении совхозом плана сдачи государству сельскохозяйственной продукции в 1948 году и обеспеченности семенами всех культур в размере полной потребности для весеннего сева 1949 года» с вручением ордена Ленина и золотой медали «Серп и Молот» (№ 4458).
Неоднократно избиралась депутатом местных сельского и районного Советов депутатов трудящихся.
В 1953 году вышла на пенсию, но продолжала трудиться в огородной бригаде, кухонной рабочей в местном совхозном детском саду.
В 1956 году переехала в посёлок Малотарановка, где скончалась в январе 1974 года. Похоронена на поселковом кладбище.